# ارمس رامیرس
ارمس رامیرس (اسپانیایی: Hermes Ramírez‎؛ ۷ ژانویهٔ ۱۹۴۸ – ۴ سپتامبر ۲۰۲۴) دونده اهل کوبا بود.
وی در مسابقات کشوری و بین‌المللی در مجموع برندهٔ ۲ مدال نقره شد.
رامیرس در ۴ سپتامبر ۲۰۲۴، در سن ۷۶ سالگی درگذشت.